# 可児市立今渡北小学校
可児市立今渡北小学校（かにしりつ いまわたりきたしょうがっこう）は岐阜県可児市にある公立の小学校。
校区は今渡、川合、川合北である。

## 特徴
- 校区は外国人登録者が多く住み、可児市の小学校ではで最も外国籍の児童が多い。そのため、日本語の習熟度が足りない児童が日本語を学ぶ国際学級[1]を設置している他、配布物やHPもポルトガル語、タガログ語、英語で対応している。2020年現在、全校生徒が975人であり[2]、県内有数のマンモス校である。
- 元々は今渡南小学校の生徒数が増えため分校として開校したが、両校の距離が道路経由でも450m程度と近距離にある。
- 横に名鉄広見線が走っており、校庭や校舎から電車が見える。

## 通学区域
- 通学区域は今渡、川合、川合北 である。公立中学校の進学先は可児市立蘇南中学校である[3]。

## 沿革
- 1983年（昭和58年） - 可児市立今渡南小学校から分立し、開校。